# The Years of Decay
The Years of Decay è un album della band thrash metal Overkill, pubblicato nel 1989 dalla Megaforce Records, con la collaborazione della Atlantic Records.

## Tracce
1. Time to Kill – 6:16
2. Elimination – 4:34
3. I Hate – 3:48
4. Nothing to Die For – 4:22
5. Playing With Spiders/Skullkrusher – 10:09
6. Birth of Tension – 5:02
7. Who Tends the Fire – 8:09
8. The Years of Decay – 8:01
9. E.Vil N.Ever D.Ies – 5:49

## Formazione
- Bobby Ellsworth – voce
- D.D. Verni – basso
- Bobby Gustafson – chitarra
- Sid Falck – batteria

## Classifica
The Years Of Decade - Megaforce Records
| Anno | Classifica        | Posizione |
| ---- | ----------------- | --------- |
| 1989 | The Billboard 200 | #155      |